# ۵۶ (میلادی)
۵۶ (میلادی) پنجاه و ششمین سال تقویم میلادی است.

## رویدادها
بر اساس مکان
امپراتوری روم
- جنگ بین روم و پارت به دلیل حمله بلاش یکم، پادشاه ارمنستان، آغاز شد. بلاش یکم، حاکم تحت حمایت روم را با برادرش تیرداد اول ارمنستان جایگزین کرد. (تاریخ تقریبی)[۱]

دین
- پولس رسول دومین رساله خود به قرنتیان را احتمالاً از فیلیپی می‌نویسد.
- پولس رسول رساله خود به رومیان را از کورینس می‌نویسد.

## زادگان
- گایوس کورنلیوس تاسیتوس، مورخ رومی[۲]

## درگذشتگان
- لوسیوس ولوسیوس ساتورنینوس، سیاستمدار و فرماندار رومی